# Léontine Jarre
Léontine Jarre (* 18. April 1830 in Lyon; † 30. Mai 1892 in Saint-Martin-Belle-Roche) war eine französische Karmelitin, Ordensoberin und Ordensgründerin. Sie steht am Anfang des Carmel Saint-Joseph.

## Leben und Werk

### Die Familie
Léontine Jarre stammte aus großbürgerlichem Hause. Ihr Großvater war Richter, der Vater Börsenmakler, ab 1838 Verwaltungschef der Hospices civils de Lyon, des städtischen Krankenhauses. Sie wurde in Lyon an der Place Bellecour als drittes (und vorletztes) Kind einer strengen und ihr gegenüber reservierten Mutter geboren und in der Basilika Saint-Martin d’Ainay getauft. Die älteste Schwester, die später ihr einziges Kind verlor, war ihr nahe. Die zweite Schwester starb 1858 im Kindbett. Der jüngere Bruder Charles (1831–1913) war ein Vertreter der französischen Sozialreform des 19. Jahrhunderts in der Nachfolge von Frédéric Ozanam und im Kontakt mit Albert de Mun (1841–1914). Er stand Léontine zeitlebens am nächsten. Eine seiner Töchter trat später in den Orden ihrer Tante ein.

### Der Weg zur Ordensgründung in Saint-Martin-Belle-Roche
Léontine wurde bis zum Alter von 18 Jahren im Internat der Sacré-Coeur-Schwestern in Villeurbanne erzogen. Dann lebte sie im Schloss in Saint-Martin-Belle-Roche (nördlich Mâcon), in das die Familie 1846 (nach dem Tod des Vaters) umgezogen war. Bruder Charles verzichtete auf eine Karriere, um den Familienbesitz zu verwalten (er wurde später Ortsbürgermeister). Bis zum Tod der Mutter (1863) lebte Léontine dem Gebet und der Wohltätigkeit bei den Armen und Kranken des Ortes, ab 1855 geistlich unterstützt durch den Ortspfarrer Benoît Commerçon (1825–1890). Dieser war Mitglied des Dritten Ordens der Karmeliten und stand mit den Unbeschuhten Karmelitinnen von Autun in Verbindung. 1864 erreichte er die Abstellung dreier Karmelitinnen in seine Pfarrei, zum Aufbau eines Schulwesens, sowie zur Betreuung Armer und Kranker. Am 24. September 1865 (nach der Verheiratung des Bruders) wurde Léontine als Karmelitin des Dritten Ordens eingekleidet und nahm den Ordensnamen Marguerite-Marie an. Am 10. Juni 1867 legte sie in Autun die Profess ab. 1870–1873 baute sie mit Zustimmung des Bruders aus eigenen Mitteln den Karmelitinnen in Saint-Martin-Belle-Roche ein Kloster. Am 24. September 1872 wurde Léontine mit 42 Jahren als Karmelitin eingekleidet, nahm den Ordensnamen Marguerite-Marie du Sacré-Coeur („vom heiligen Herzen Jesu“) an und wurde vom Bischof von Autun als Priorin der Gemeinschaft von Saint-Martin-Belle-Roche eingesetzt. Das Jahr 1872 gilt offiziell als Gründungsjahr der Kongregation. Der Klosterneubau wurde 1873 bezogen.

### Arbeit an den Statuten und Tod
Die Gemeinschaft, die sich zuerst „Apostolischer Karmel“ nannte, später „Karmel vom heiligen Josef“ (Carmel St. Joseph, O.C.D.), hatte die Besonderheit der Verbindung des traditionellen Ideals der Beschaulichkeit mit dem mildtätigen Wirken in der Welt („vie contemplative et action généreuse“). Der Oberin lag deshalb an der offiziellen Anerkennung als eigenständige Kongregation. Mit Unterstützung der Karmeliten von Lyon legte sie 1881 eine Konstitution vor, die 1882 (offiziell 1888) von Bischof Adolphe Perraud von Autun gebilligt, 1904 ratifiziert und (nach offizieller Eingliederung der Kongregation in den Karmel 1908) 1936 vom Papst definitiv genehmigt wurde. Ab 1889 kostete der schwierige (und letztlich nicht erfolgreiche) Versuch einer Gründung in Dole Oberin Léontine viel Kraft. Nach einer Nierenoperation 1891 starb sie Ende Mai 1892 im Alter von 62 Jahren.

### Weitere Entwicklung der Kongregation
Von 1892 bis 1901 hatte die Kongregation in Mutter Marie-Joseph de l’Enfant Jésus („vom Kinde Jesu“) eine Übergangsoberin. Ihr folgte eine starke Persönlichkeit, die heute als zweite Gründerin gilt, Mutter Marie-Mathilde de la Croix („vom Kreuz“, Mathilde Lespy-Labaylette * 19. August 1863 in Nizza; † 1942 in Casablanca). Sie führte die Gemeinschaft 1901 ins Exil in die Schweiz und erreichte nach der Rückkehr zahlreiche Gründungen in Frankreich, Belgien, Italien, Palästina, Syrien, Ägypten und Marokko. Nach dem Zweiten Weltkrieg griff die Kongregation nach Subsahara-Afrika, Madagaskar und Vietnam aus. Derzeit ist Anne-Marie Piron Generaloberin.